# بلوز کازینز
بلوز کازینز (به روسی: Блус Къзънс) یک گروه بلوز برجسته روسی است که به خاطر اجراهای پرانرژی و مشارکت‌های قابل توجه خود در ژانر بلوز شناخته شده است. این گروه پس از کسب جایزه بهترین گروه بلوز در جشنواره بلوز سور سین در فرانسه در سال ۲۰۰۰، که در آن با ۵۷ گروه از سراسر جهان رقابت کرد، به شهرت بین‌المللی دست یافت.

## تشکیل و شناسایی اولیه
این گروه به رهبری گیتاریست و خواننده لوان لومییدزه، به سرعت در صحنه موسیقی شهرت پیدا کرد. به‌زودی پس از موفقیت خود در فرانسه، لومییدزه به‌خاطر اجرای خود در برنامه‌ای با عنوان «بلوز علیه مواد مخدر» از سوی دولت مسکو مورد تقدیر قرار گرفت که به تعهد گروه به مسائل اجتماعی از طریق موسیقی اشاره دارد.

## تورهای ایالات متحده
در سال‌های ۲۰۰۳ و ۲۰۰۴، بلوز کازینز دو تور گسترده در ایالات متحده برگزار کرد و بیش از ۷۰ اجرا داشت و در ۱۵ جشنواره بلوز در ایالت‌های مختلف از جمله واشینگتن، آیداهو و مونتانا شرکت کرد. این تورها وضعیت آنها را به عنوان یک عمل مهم در صحنه بلوز آمریکایی تثبیت کرد.

## ضبط و قراردادها
در تابستان ۲۰۰۴، بلوز کازینز با «جَز استریم رکوردز» در ایالات متحده قرارداد امضا کرد که منجر به ضبط و انتشار یک سی دی زنده شد. این نقطه عطفی در کارنامه آنها بود، زیرا آنها به اولین گروه بلوز روسی تبدیل شدند که در ایالات متحده، زادگاه بلوز و جاز، شناخته شده و مورد تقاضا قرار گرفتند.

## تورهای بعدی
در ژانویه ۲۰۰۵، این گروه با یک تور دیگر در واشینگتن و مونتانا به حرکت خود ادامه داد و حضور خود را در صحنه موسیقی آمریکایی بیشتر تثبیت کرد.

## تحسین‌های انتقادی
بلوز کازینز از منتقدان موسیقی در ایالات متحده نظرات مثبت زیادی دریافت کرده است. از جمله نظرات قابل توجه:
- کریک هایمبایگر از بلوز کازینز گروه را ستایش کرد و گفت: "من شگفت‌زده‌ام. این‌ها واقعاً عالی هستند. بهترین گروه بلوز را که در مدت زیادی شنیده‌ام. گیتاریست این تریو لوان لومییدزه است و او واقعاً فوق‌العاده است.
- "BLUES REVIEW" اجرای آنها را به عنوان "بیش از قدرت آتش یک گردان تانک T-72" توصیف کرد و بر توانایی آنها در جذب و انرژی بخشیدن به جمعیت تأکید کرد.
- "Bellingham Weekly" به اجرای انفجاری آنها اشاره کرد و گفت: "بلوز کوزینز به عنوان داغ‌ترین عمل بلوز در روسیه شناخته می‌شود و شامل گیتاریست/خواننده چندمنظوره لوان لومییدزه است. که ریف‌هایی مشابه با سبک نوت‌بند کارلوس سانتانا و تریموهای جیمی هندریکس را اجرا می‌کند.

## میراث
بلوز کازینز همچنان به عنوان یک نیروی پیشرو در ژانر بلوز شناخته می‌شود و شکاف‌های فرهنگی را پر کرده و استعداد موسیقیدانان روسی را در صحنه‌های بین‌المللی به نمایش می‌گذارد. ترکیب بلوز سنتی با تأثیرات منحصر به فرد آنها، پیروان وفاداری و تحسین‌های انتقادی برای آنها به ارمغان آورده است.

## سی دی/آلبوم‌ها
- بلوز کوزینز (۱۹۹۶)
- رؤیای (۱۹۹۹)
- مرد هوتچی کچی (۲۰۰۱)
- بوگی مسکو (۲۰۰۲)
- باران (۲۰۰۳)
- زنده ۲۰۰۳ (۲۰۰۴)
- زنده در جشنواره بلوز سان‌بانکس (۲۰۰۴)
- زنده در ایالات متحده (۲۰۰۵)
- بلوز KGB (۲۰۱۱)
- ۳۰ بلوز آهسته‌ترین (۲۰۱۷)
- من در گرجستان به دنیا آمدم (۲۰۱۷)
- شب بی‌خوابی (۲۰۱۸)
- من هیچ موژو ندارم (۲۰۲۰)
- بیا برقصیم (۲۰۲۰)
- سایه (۲۰۲۰)
- سم (۲۰۲۱)
- بارها و بارها (۲۰۲۱)
- هیچ چیز آسان نیست (۲۰۲۳)